# Peperomia sylvestris
Peperomia sylvestris är en pepparväxtart som beskrevs av C. Dc.. Peperomia sylvestris ingår i släktet peperomior, och familjen pepparväxter. Inga underarter finns listade i Catalogue of Life.